# Lactarius ruginosus

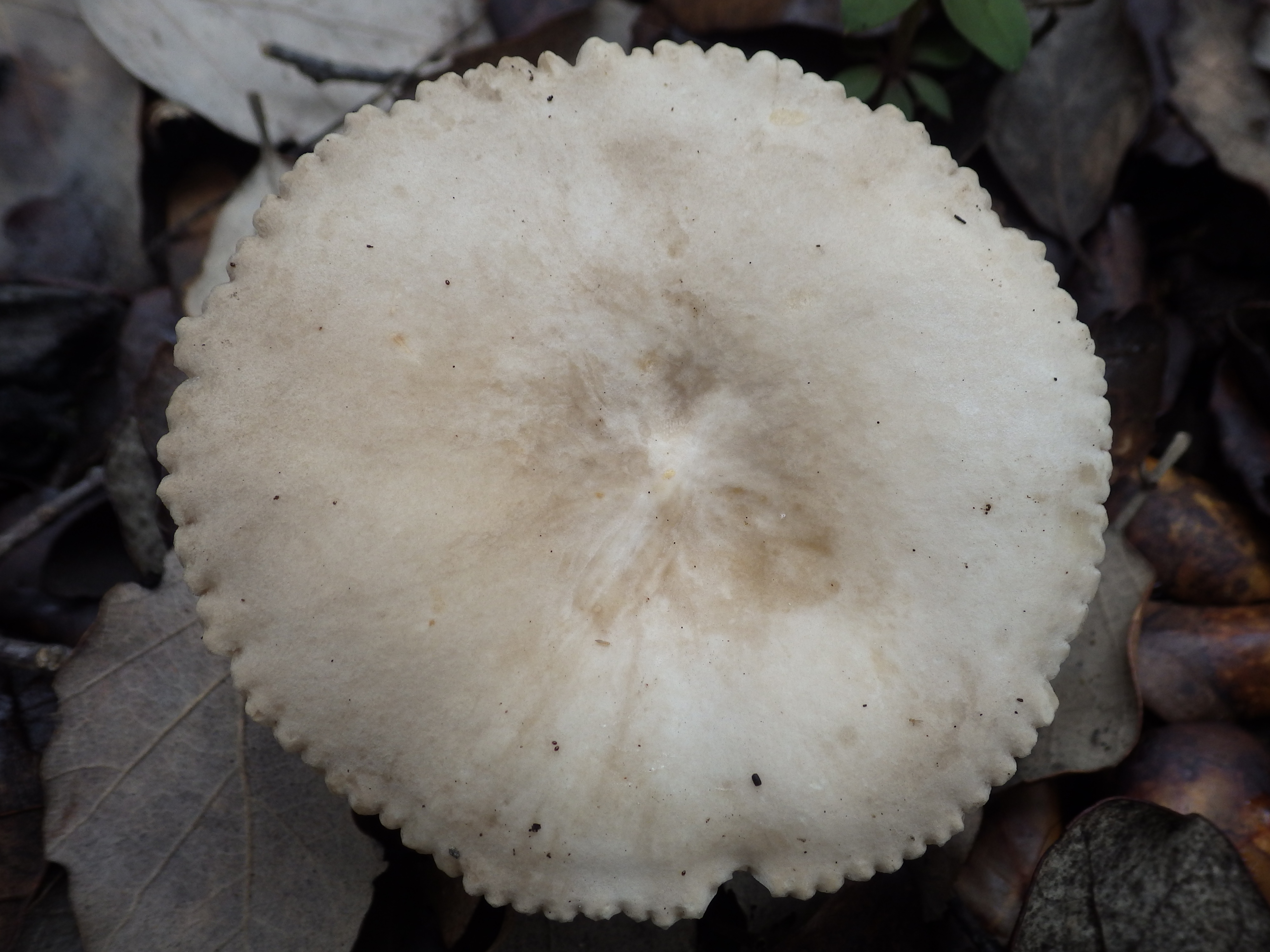

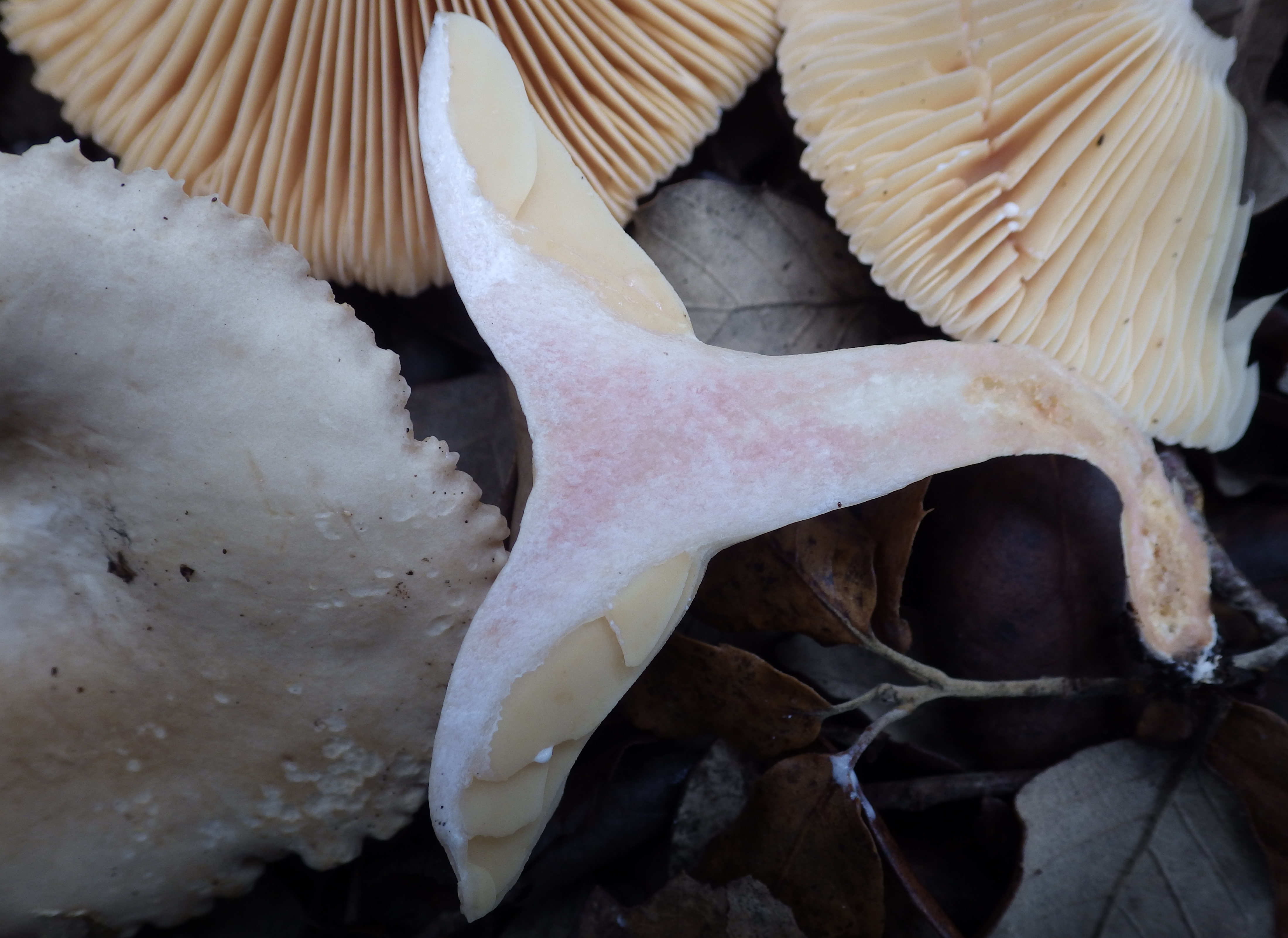

Lactarius ruginosus Romagn. – gatunek grzybów należący do rodziny gołąbkowatych (Russulaceae).

## Systematyka i nazewnictwo
Pozycja w klasyfikacji według Index Fungorum: Lactarius, Russulaceae, Russulales, Incertae sedis, Agaricomycetes, Agaricomycotina, Basidiomycota, Fungi.
Po raz pierwszy opisał go w 1957 r. Henri Charles Louis Romagnesi w lesie pod bukami i nadana przez niego nazwa naukowa jest aktualna. Synonim: Lactarius ruginosus f. obscurus Bon 1980.

## Morfologia
Kapelusz
Średnica 4–8(10) cm, z garbem, w stanie dojrzałym płaski z wgłębieniem na środku, nieregularnie pofałdowany z podwiniętym i promieniście karbowanym brzegiem. Powierzchnia delikatnie aksamitna, mleczno-kawowo-brązowa, szaro-brązowa, na brzegu jaśniejsza.
Blaszki
Przyrośnięte i nieco zbiegające z ząbkiem, rzadkie, początkowo białawe, później bladokremowe do pomarańczowoochrowych.
Trzon
Walcowaty, watowaty, biały.
Miąższ
Biały, jędrny, kruchy, po 5–10 minutach zmieniający się na różowy do czerwonawego, po zestarzeniu na ochrowo-brązowy. Mleczko białe, o łagodnym smaku, słabo wydzielające się, ciągnące w dotyku elastyczne nici.
Cechy mikroskopowe
Zarodniki ciemno szeroko eliptyczne, ochroworóżowe do ochrowożółtych, 7,5–8,0 µm.
Gatunki podobne
Wśród gatunków występujących w Polsce podobne są: mleczajowiec biel (Lactifluus piperatus), mleczajowiec chrząstka (Lactifluus vellereus), mleczaj moszczobarwny (Lactarius musteus), mleczajowiec zieleniejący (Lactifluus glaucescens), mleczaj bezstrefowy (Lactarius azonites).

## Występowanie i siedlisko
Znane są jego stanowiska głównie w Europie, poza nią podano tylko nieliczne w Ameryce Północnej. Jest rzadki. W Polsce do 2003 r. gatunek ten był nieznany, w 2019 r. podano jego stanowisko w Puszczy Białowieskiej. Bardziej aktualne stanowiska podaje internetowy atlas grzybów. Znajduje się w nim na liście gatunków zagrożonych i wartych objęcia ochroną.
Naziemny grzyb mykoryzowy. Występuje w lasach liściastych z takimi drzewami jak buk, grab, dąb, leszczyna, brzoza. Owocniki pojawiają się od wczesnego lata do jesieni.